# Syed Ahmad Khan
Sir Sayyid Ahmad Khan Bahadur este un reprezentant al elitei musulmane din secolul al 19-lea din India, nascut la 17 octombrie 1817 in Delhi, pe atunci capitala imperiului Mogul. Moare la 27 martie 1898 in Aligarh, India. A fost un intelectual, filosof si activis social musulman. S-a nascut intr-o familie cu o foarte mare influenta in societatea civila care i-a oferit in primii ani ai vietii o educatie sufista. Familia sa provenea din orasul Herat, astazi in Afganistan, iar multe generatii din aceasta familie au ocupat functii administrative importante in cadrul imperiului Mogul. Mama lui a jucat un rol foarte important in educatia sa, avand grija ca el sa primeasca o asa zisa educatie moderna, Alaturi de ea a invatat coranul, un lucru destul de neobisnuit pentru mentalitatea vremii. Ahmad Khan vorbea persana, araba, urdu, engleza, fiind format intr-un spirit musulman ortodox. A invatat de asemenea matematica, astronomie si drept musulman. A inceput chiar si studiul medicinei pe care insa nu a reusit sa il finalizeze. Datorita fratelui sau, detinator pe atunci al unei tipografii, a primit sansa sa publice inca din primii ani de studiu foarte mult. 
S-a concentrat mai intai in cadrul studiilor pe antichitatea locului sau natal, absolvind facultatea in anul 1843 cu o teza pe care o va publica in limba urdu sub numele de Monumentele din Delhi si inscriptiile acestora. Tot in cadrul acestei prime lucrari a prezentat si importante editii de texte istorice persane, cum a fost de exemplu lucrarea lui Barani, primul musulman care a redactat o adevarata istorie a Indiei. Dupa perioada studiilor a inceput sa lucreze pentru British East India Company, ramanand insa loial si in stransa legatura cu imparatului imperiului Mogul, de la care va primi chiar doua titluri importante care il vor introduce in perioada respective in aristrocratia orasului Delhi. 
De numele lui este stransa legata perioada renascentismului islamic din secolul al 19-lea, contributia lui in cadrul islamului fiind foarte asemanatoare cu aceea a lui Vivekananda in cadrului Neohinduismului. In secolul al 19-lea, pe marginea islamului se va discuta foarte mult, fiind adesea critica si reformat. Miscarile reformatoare musulmane isi doreau mai intai de toate sa raspunde provocarilor venite din partea stiintelor umaniste moderne (in limba germana Naturwissenschaft), Syr Sayyd Ahmad Khan preocupandu-se intens cu noile discipline stiintifice. In acest sens, el a cautat sa elibereze islamul de misticismul extrem, accentuand importanta elementelor stiintifice in cadrul teologiei islamice. Aceste incercari i-au adus desigur foarte multe critici din partea miscarilor musulmane ortodoxe, fiind catalogat ca naturalist. Printre cele mai importante activitati academice ale sale se numara si comentariul Bibliei, prima incercare de comentariu biblic din cadrul spatiului musulman. Scopul acestui comentariu a fost acela de a descoperi autenticitatea textelor biblice si caracaterul revelator al acestora. In mentalitatea musulmana din perioada vietii sale crestinismul era perceput si inteles ca o religie politeista din cauza invataturii despre Sfanta Treime pe care musulmanii nu o puteau intelege altfel decat inchinare la trei Dumnezei. 
Printre cele mai importante realizari ale marelui ganditor Ahmad Khan se numara fondarea unei scoli in care accesul la educatie sa fie permis atat barbatilor cat si femeilor, crearea unui colegiu numit Anglo-Muhammadan Oriental College, cunoscut astazi ca Universitatea Aligarh. Inspiratia de a crea un sistem de invatamant dupa model occidental i-a venit in urma calatoriei in Anglia, acolo unde a locuit pentru mai bine de jumatate de an, intrand astfel in contact cu noile tendinte academice ale vremii. Printre telurile activitatii sale se numarau accesul studentilor musulmani la un sistem de invatamant modern, traducerea celor mai importante carti din urdu in engleza si invers, accesul femeilor in cadrul invatamantului universitar, dar si facilitarea unui studiu in Europa pentru  studentii indieni. 
Se inscrie in linia gandirii teologiei liberale si prezinta religia ca o “experienta” si „interiorizare“. De asemena, pentru el, adearata religie nu putea sa contrazica stiinta, cele doua, stiinta si religia fiind complementare. S-a preocupat foarte mult de intalnirea coranului cu stiinta moderna, fiind convins de faptul ca intre cele doua exista o congruenta, coranul fiind cuvantul lui Dumnezeu, iar natura opera lui Dumnezeu. A incercat sa implementeze metoda academica occidentala in interpretarea coranulu, ideile sale ramanand insa intr-un cadru destul de restrans.  A avut un foarte mare aport in cadrul teoriei celor doua state, cat si in initierea congresului national indian